# آشر هارت
آشر هارت (30 مارس 1997 في المملكة المتحدة - ) (بالإنجليزية: Asher Hart)‏ هو لاعب كريكت بريطاني. لعب مع نادي مقاطعة هامبشاير للكريكت ‏.

## وصلات خارجية
- آشر هارت على موقع إي آس بي آن كريك إنفو (الإنجليزية)